# 2019년 북베정상회담
2019년 북베정상회담(北越頂上會談)은 2019년 3월 2일에 2019년 2월 북미정상회담 다음으로, 베트남 응우옌푸쫑 국가주석 겸 총비서와 북한 김정은 국무위원장간의 정상회담을 가졌다.

## 참고 하기
- 남북정상회담
- 북베정상회담
- 북중정상회담